# Defensie Grondgebonden Luchtverdedigingscommando
Het Defensie Grondgebonden Luchtverdedigingscommando, afgekort tot DGLC, is een onderdeel van de Nederlandse krijgsmacht en gestationeerd op de Luitenant-generaal Bestkazerne te Vreedepeel in de gemeente Venray. De eenheid is verantwoordelijk voor luchtverdediging vanaf de grond tegen vliegtuigen, raketten en drones.
Het DGLC werd opgericht op 29 maart 2012 en nam toen de taken over van het Commando Luchtdoelartillerie van de Koninklijke Landmacht en de Groep Geleide Wapens van de Koninklijke Luchtmacht. Bij het commando werkt personeel van zowel de Landmacht, de Luchtmacht alsook het Duitse leger.  
De eenheid beschikt onder meer over de wapensystemen Nasams, Patriot, Stinger en Ozelot.

## Onderdelen

#### 802 Squadron
Het 802 Squadron levert de luchtverdediging aan eenheden, gebieden en vitale objecten voor de lange afstand. Het squadron beschikt hiervoor over het Patriotsysteem met PAC-2 en PAC-3-raketten en bijbehorende vuurleiding.

#### 11 Luchtverdedigingsbatterij
11 Luchtverdedigingsbatterij, opgericht 1 juni 2023, heeft als taak de luchtverdediging tegen doelen op korte tot zeer korte afstand. De batterij bestaat uit een batterijstaf en twee pelotons: 
- 1 Stingerpeloton met schouderafgevuurde Stinger-raketten ter verdediging van schepen en lichte infanterie, zoals de Luchtmobiele Brigade en het Korps Mariniers.

- 1 C-UAS-peloton (counter unmanned aircraft systems, nl: tegen onbemande vliegtuigen). Dit peloton beschikt over over infraroodkijkers (FLIR, forward looking infra-red) en Squire-radars om drones op te sporen.[3] Drones kunnen worden bestreden met de Skywall, een wapen dat een projectiel afschiet dat vervolgens een net ontvouwt over een drone om het uit de lucht te halen.

#### 13 Luchtverdedigingsbatterij 'Ypenburg'
13 Luchtverdedigingsbatterij heeft als taak de luchtverdediging op korte en middellange afstand. Daarbij hoort ook de doelopsporing van vliegtuigen of raketten en mortieren. De batterij beschikt hiervoor over de systemen NASAMS, Fennek Stinger Weapon Platform en de TRML- en Sentinelradar. De batterij bestaat uit een staf en vier pelotons:
- 1 Nasams-peloton
- 1 Stinger-peloton met het Fennek Stinger weapon platform
- 1 CRAM-peloton (counter rockets, artillery and mortar, nl: anti-raket, artillerie en mortieren).
- 1 logistiek peloton

#### Flugabwehrraketengruppe 61
Flugabwehrraketengruppe 61 is een Duitse luchtdoelartilleriebatterij van ongeveer 400 militairen die sinds 4 april 2018 onder bevel is gesteld van het DGLC. Zij beschikt over radargeleide kanon- en raketsystemen voor de korte afstand. De eenheid is gelegerd in Todendorf in Duitsland. Een deel van het Duitse personeel is geplaatst bij de staf, het kenniscentrum en de opleidingseenheid van het DGLC.
Flugabwehrraketengruppe 61 bestaat uit 4 squadrons:
- 1 Mantis-squadron.
- 2 LeFlaSys squadrons (Leichte Flugabwehr System, nl: licht luchtafweersysteem), voorzien van het lichte luchtverdedigingssysteem Ozelot met Stingerrakketten.
- 1 HQS-squadron zorgt voor logistieke ondersteuning, communicatie- en informatieverbindingen en ondersteunt met de LÜR-radar.
- 1 trainingssquadron, dat het personeel traint met simulatoren voor alle wapensystemen.

#### 800 Ondersteuningssquadron
Het 800 Squadron biedt het DGLC communicatie- en logistieke ondersteuning en zorgt voor de nabijbeveiliging van de overige eenheden.

#### Opleidings- en Trainingscentrum GLRV
Het opleidings- en trainingscentrum grondgebonden lucht- en raketverdediging verzorgt opleidingen en ondersteunt trainingen voor (inter)nationale grondgebonden lucht- en raketverdedigingseenheden.

## Materieel

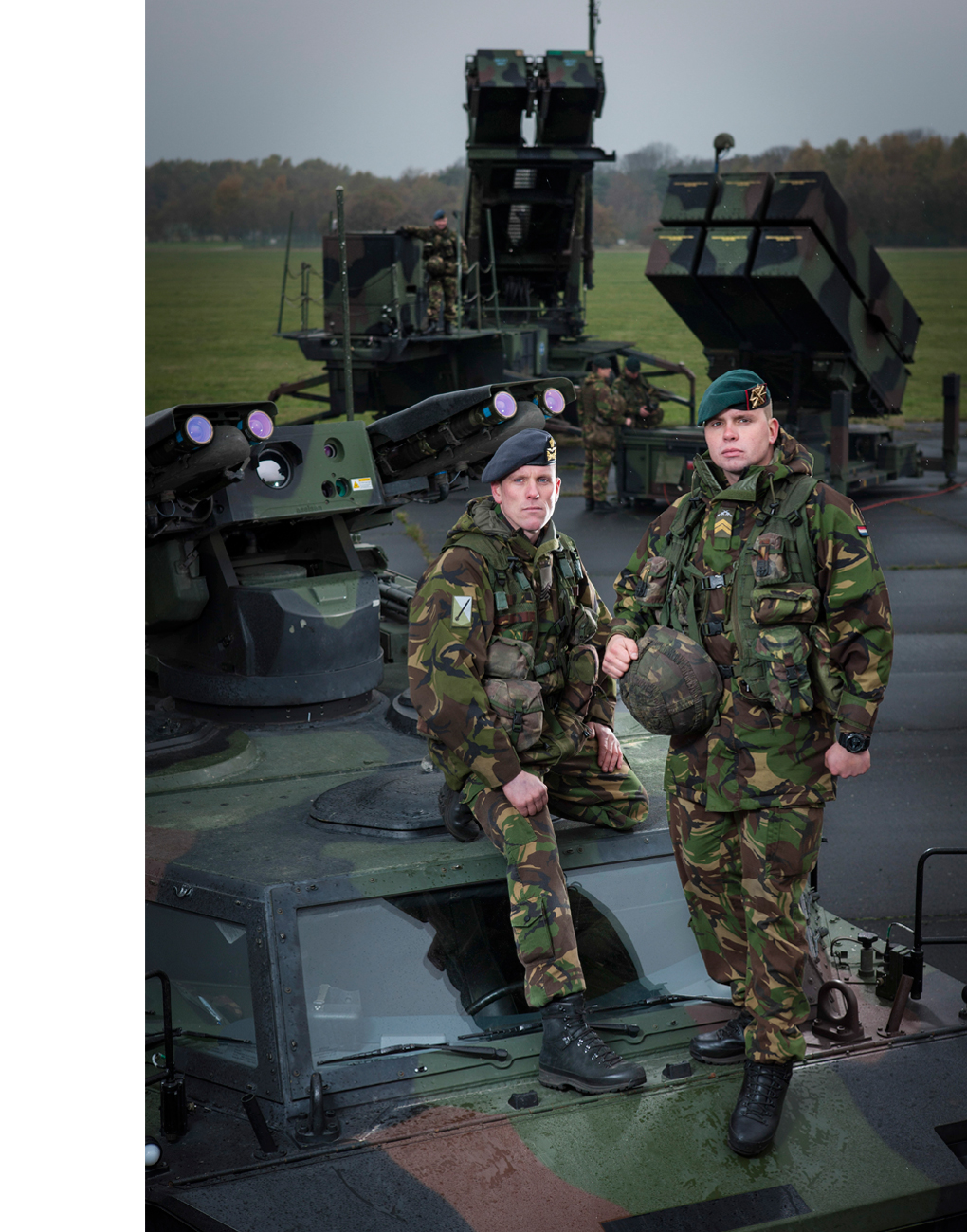
Het materieel van de DGLC: Patriot, Nasams en Fennek SWP

#### Patriot
Het PAC-2 Patriot systeem is geschikt voor luchtverdediging tot ongeveer 20 kilometer hoogte en tot een afstand van 60km. De PAC-3-variant biedt ook bescherming tegen ballistische raketten.

#### Nasams
NASAMS staat voor Norwegian Advanced Surface-to-Air Missile System. Dit systeem maakt gebruik van de AMRAAM-raket, oorspronkelijk een lucht-lucht raket maar nu inzetbaar als grond-lucht raket. Het wordt ingezet tegen luchtdoelen tot een afstand van 30 kilometer. Het is een raket die met behulp van een (Sentinel) radar wordt geleid.

#### Fennek Stinger weapon platform
Het Fennek Stinger Weapon Platform is een voor de luchtverdediging aangepast Fennek-verkenningsvoertuig. Het is voorzien van een lanceerinstallatie voor vier Stingerrakketten. Het bereik is ongeveer 5 km.

#### TRML-radar
De TRML-3D/32 radar dient voor de doelopsporing. Deze radar heeft een instelbaar zoekbereik van 30 tot 200 kilometer.

#### Sentinel
Het AN/MPQ-64 Sentinel radarsysteem geleidt de NASAMS raketten.
Ozelot
De Ozelot is een geïntegreerd gepantserd luchtdoelraketsysteem voor korte afstand, vergelijkbaar met het Fennek Stinger Weapon platform. Het is ontwikkeld op basis van de luchtmobiele Wiesel 2 van de Bundeswehr. Het commandovoertuig, devuurleidingscentrale en wapendrager staan allen op het Wieselplatform. Daarnaast is er een interfacevoertuig gebaseerd op de Mercedes G.
Mantis
Het Mantis-wapensysteem is een statisch luchtverdedigingssysteem voor de korte en zeer korte afstand. Het kan raketten, drones, artillerie en mortieren bestrijden om objecten of gebieden beschermen. Het systeem bestaat uit twee sensoreenheden voor doelopsporing en -volging, een vuurleidingscentrum en acht 35mm kanonnen. Het wapen gebruikt programmeerbare AHEAD munitie en heeft een effectief bereik van ongeveer 3km.

## Operationele inzet
Van 2013 tot 2015 was het DGLC uitgezonden naar Turkije voor de operatie Active Fence.
Na de Russische inval in Oekraïne in februari 2022 is een Patriot-vuureenheid ingezet Sliač (Slowakije) om een bijdrage te leveren aan de bescherming van het NAVO-grondgebied.

## Galerij

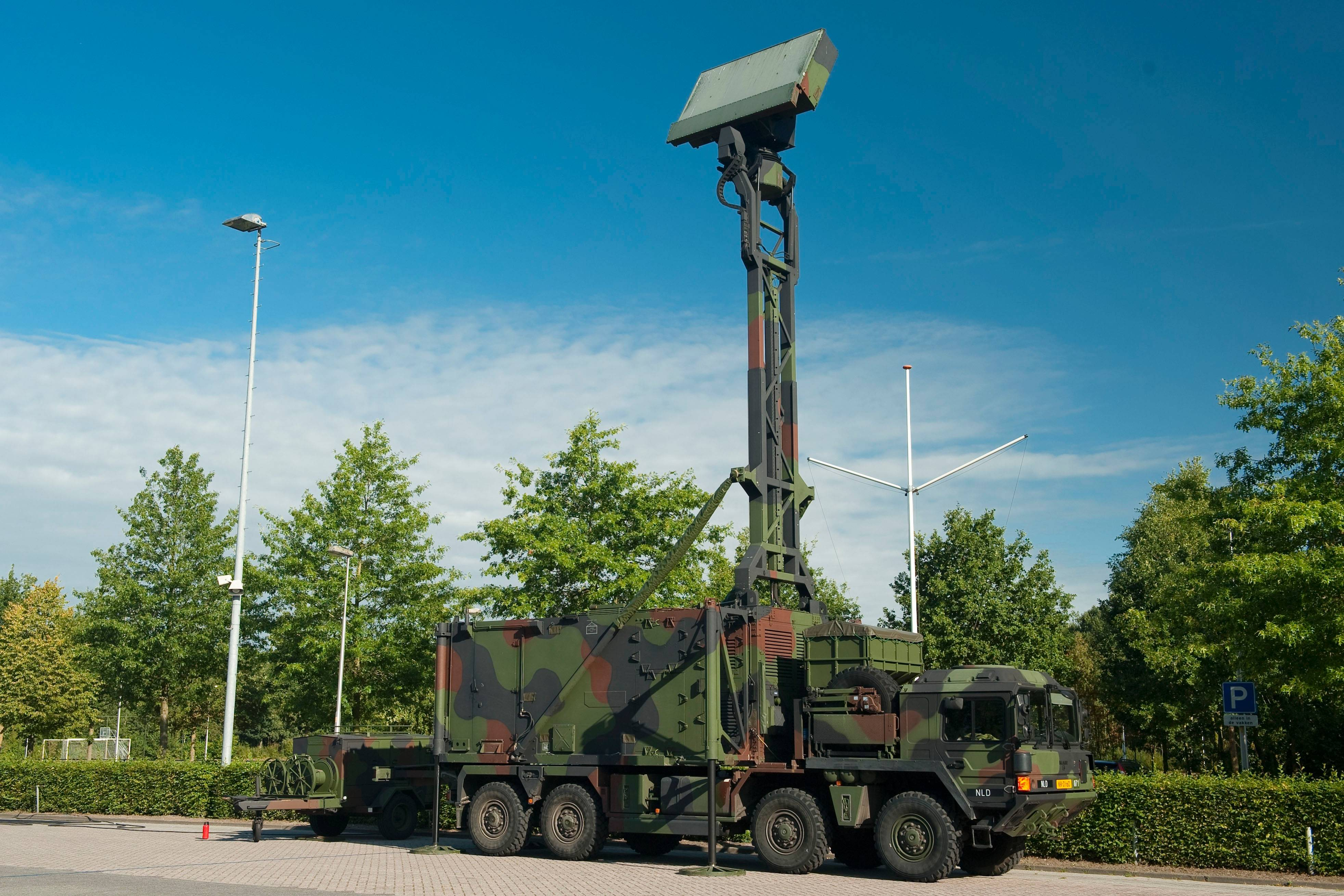
Een TRML radar in uitgeklapte toestand op een MAN 8x8 vrachtwagen
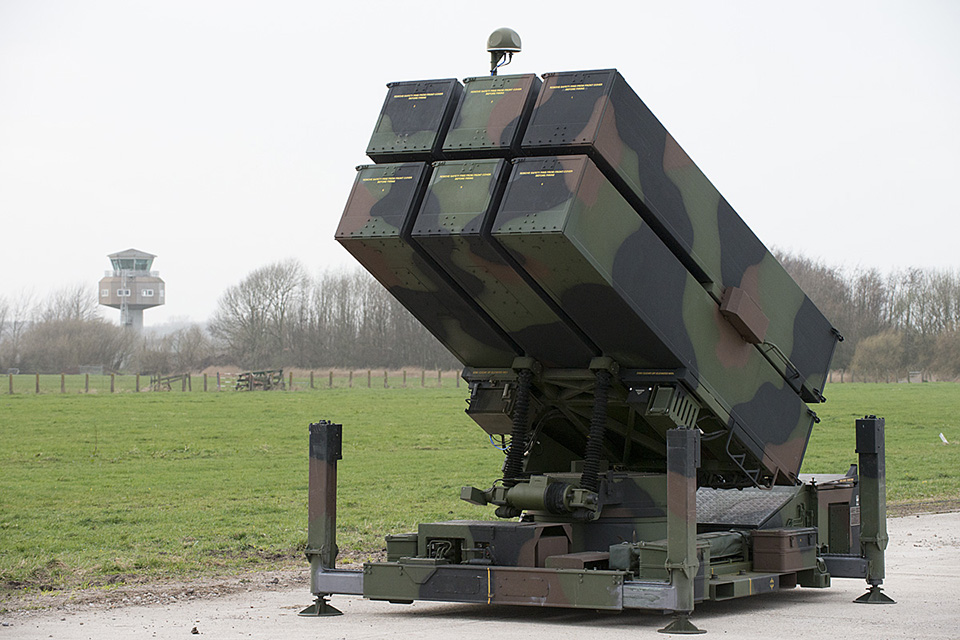
Wassenaar/Katwijk, 19 maart 2014. Plaatsen van helikopters en NASAM's in het kader van de NSS op voormalig Vliegveld Valkenburg
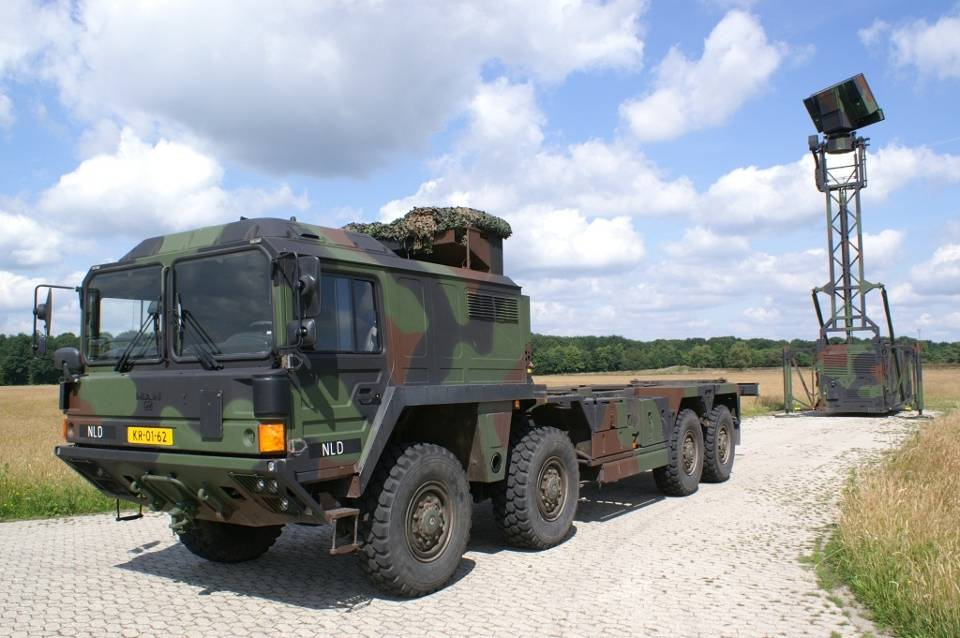
TRML-radar vrijstaand opgesteld van de MAN 8x8 vrachtwagen
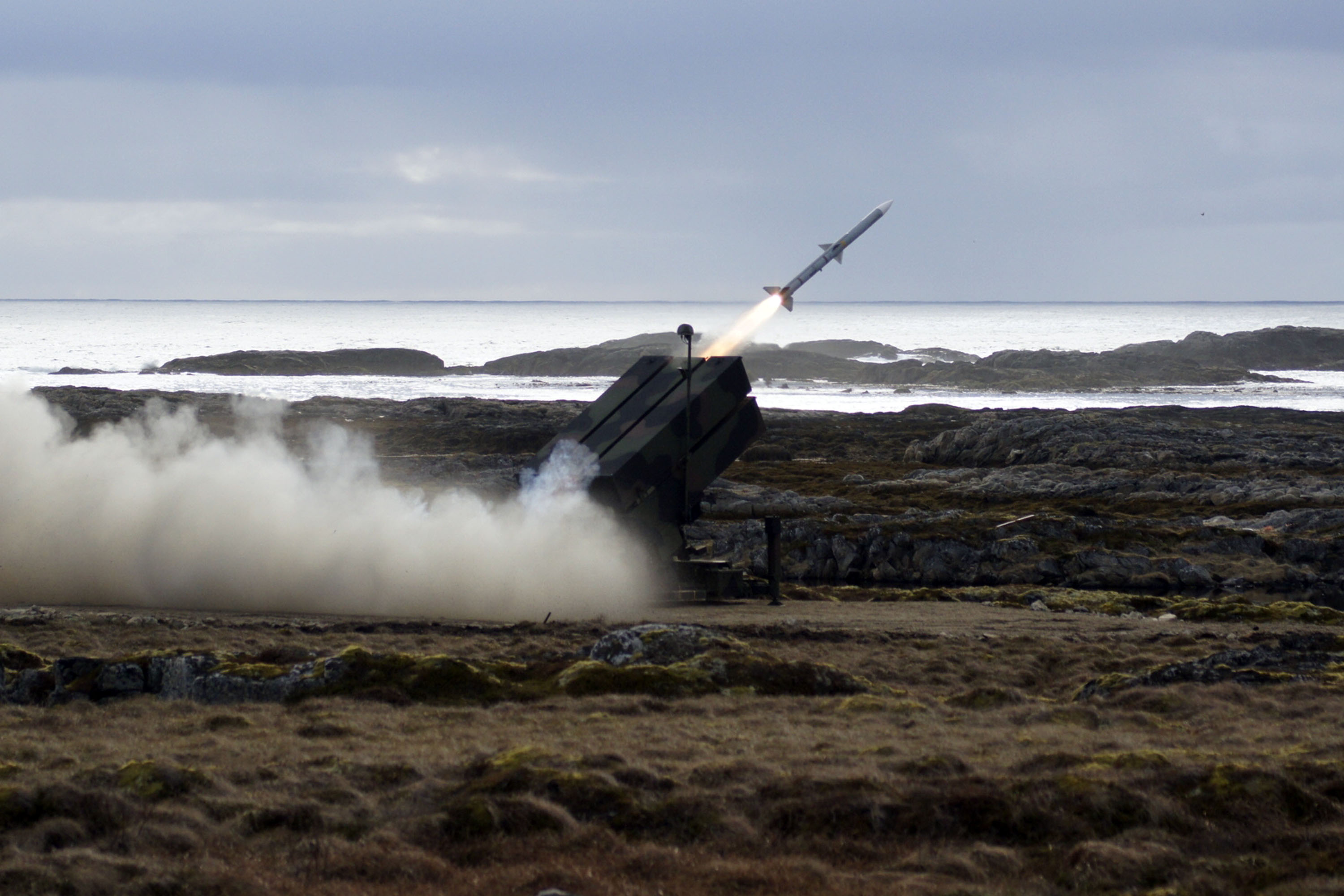
Een amraam-raket verlaat de canister van de lanceerinrichting
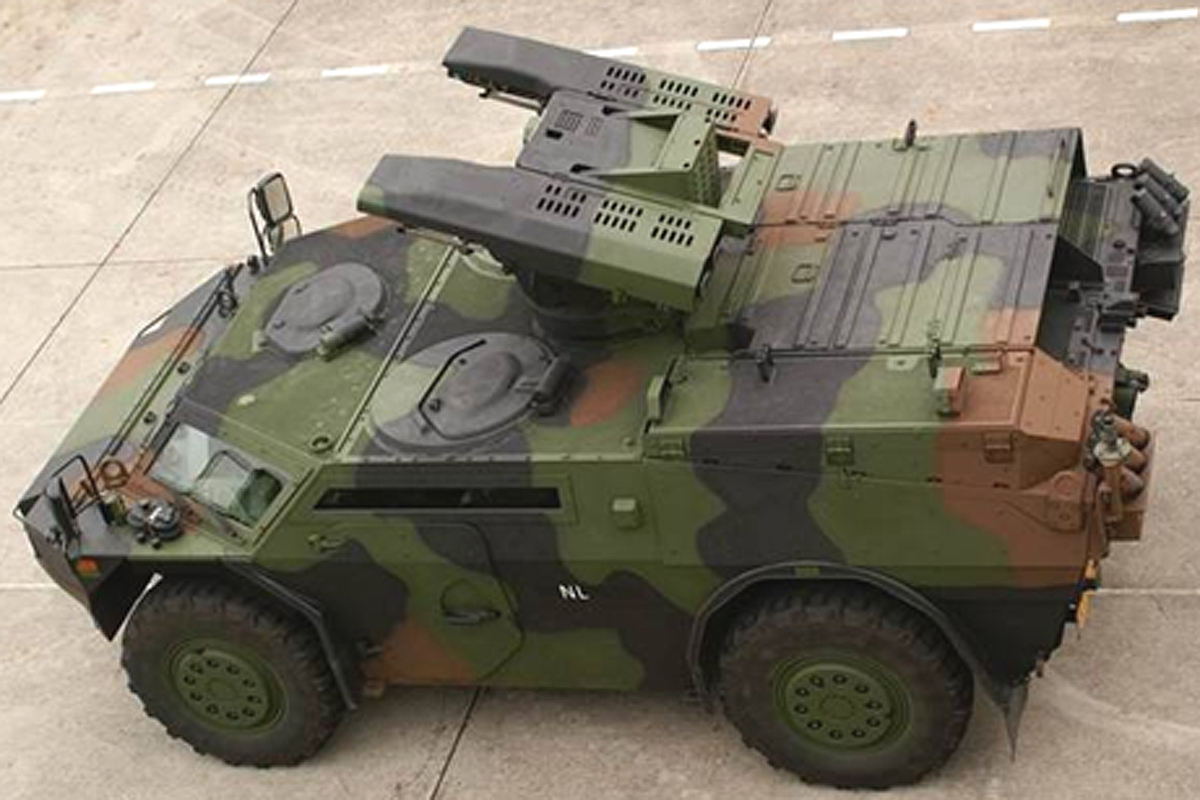
Zijaanzicht Fennek Stinger Weapon Platform
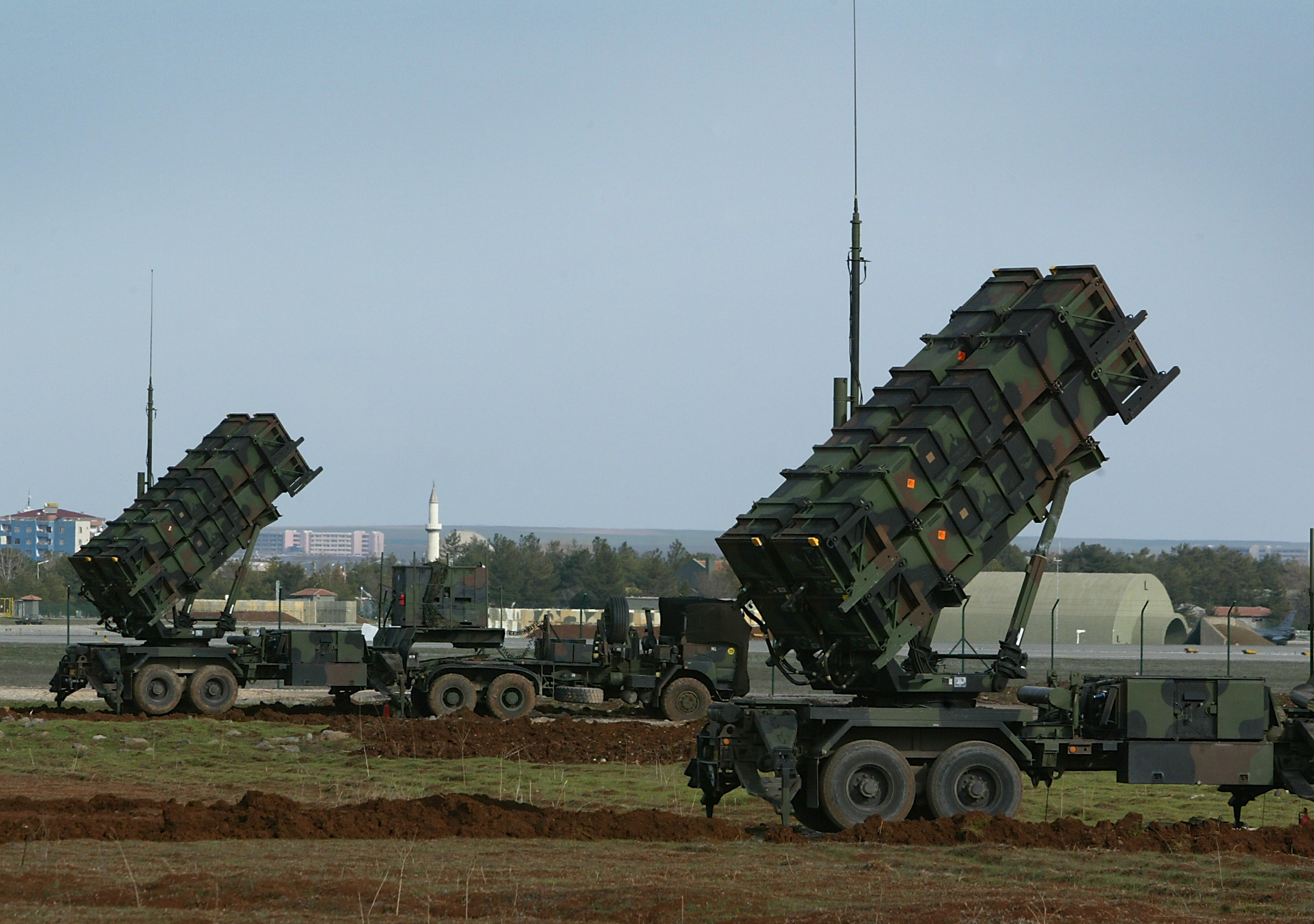
Nederlandse Patriots in Turkije tijdens de Golfoorlog in 2003
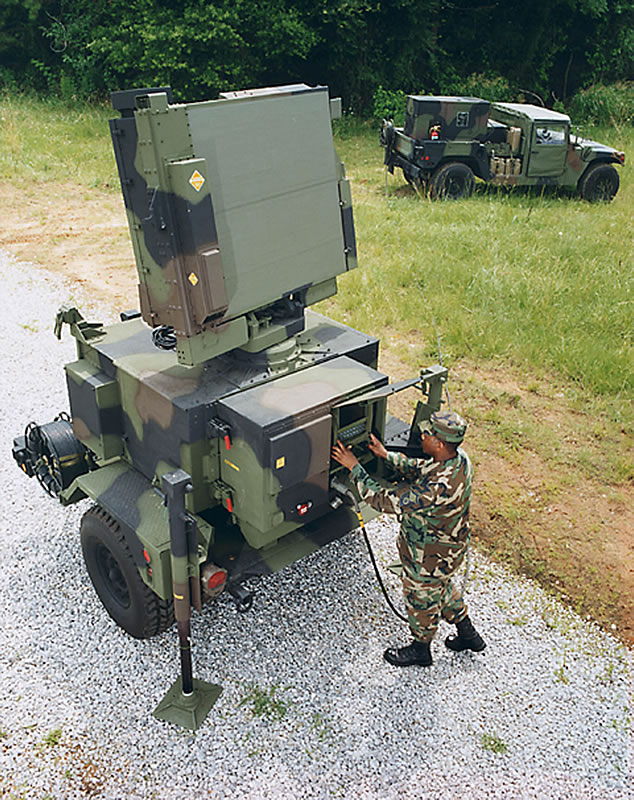
MPQ-64 Sentinel radar (niet-Nederlandse uitvoering)